# 篠原裕明
篠原 裕明（しのはら ひろあき、1981年〈昭和56年〉8月4日 - ）は、日本のジャーナリスト、テレビディレクター。テレビ東京報道記者。報道局政治部官邸キャップを務め、政治YouTuber。テレ東BIZ（テレビ東京ビジネスオンデマンド）レギュラー出演。「ゴッドタン」チーフADから政治部記者に職業替えした経歴をもつ。小学校時代は『天才・たけしの元気が出るテレビ!!』から生まれた人気キャラクター・ちびっこ篠原くん。

## 来歴
東京都出身。小学生時代に後述であるバラエティ番組に出演し、業界内外で印象を残す。反響が大きくテレビを志すようになった。
早稲田中学校・高等学校、早稲田大学政治経済学部卒業。大学時代は議員秘書のインターンを経験した。2004年4月、テレビ東京に入社。同期入社に、同局アナウンサーの松丸友紀、元アナウンサーで報道局報道部記者の滝井礼乃、営業局営業推進部の増田和也がいる。
入社時から報道局政治部志望であったが、新人研修以後は、制作局CP制作チームに配属され、バラエティー、演歌、ジャニーズ番組を担当。深夜番組『ゴッドタン』の立ち上げに関わり、上司で先輩の総合演出・佐久間宣行の元でバラエティ番組の基礎を学び、最終的にはチーフアシスタントディレクターを担当した。
2006年7月、報道局に異動。社会部警視庁担当を経て、総理番、野党キャップ、民主党政権で与党キャップを担当。安倍・福田・麻生・鳩山・菅・野田と6年連続での総理交代を取材した。
2012年からは『ワールドビジネスサテライト』で経済取材を担当した後、再び政治部に。第二次安倍政権の自民党キャップ（平河キャップ）、2018年7月人事にて、官邸キャップに昇進。たびたびニュース番組に解説者、キャスターとして登場する。
2019年、ニュース配信サービス「テレ東BIZ」YouTubeチャンネルが開設。同時にニュース解説者としてレギュラー出演。自身が持つ連載シリーズ「テレ東　官邸キャップ篠原裕明の政治解説」が、テレビ東京の官邸キャップによる政治解説が分かりやすいと好評を得る。通常ニュース解説の配信動画の視聴数は多くて50万回とされている中、篠原が担当する解説の配信動画の視聴数が100万回以上を連発。菅義偉前首相に直撃インタビューが322万回、皇位継承について青山繁晴議員へ直撃インタビューが380万回視聴されている。
2020年夏に「菅官房長官が総裁選出馬の意向を固め、二階幹事長が支援する」と報じたスクープのほか、政局や重要政策を左右する多くのスクープを報道。皇室に関する知識も豊富である。
2022年12月、三遊亭遊喜の「つぶやき日報2022年」流行語大賞を受賞。
『60秒で学べるNews』『テレ東BIZ』でレギュラー解説者として出演。
2024年4月より政治部から『ワールドビジネスサテライト』編集長に異動となり、同番組の指揮を執ることとなる。

## 人物
- 趣味は落語、講談の寄席通いで、ビートたけし、高田文夫、爆笑問題、桂文治、ナイツ、神田伯山を愛する[1][8]。
- 「テレ東BIZ」YouTubeチャンネルでも落語をテーマにした番組を2021年から制作。2022年春の落語協会・落語芸術協会の昇進披露記者会見に参加して鋭い質問をしたり、2022年8月に三遊亭円楽（6代目）の復帰記者会見にも参加、協会統一への円楽の思いを語った番組は直後に円楽が亡くなったこともあり50万回を超える視聴数を得た。
- 神田伯山 (6代目)から「問わず語りの神田伯山」（TBSラジオ）の番組内で「あいつ（篠原）は超落語マニア。落語好きの小泉進次郎にどうインタビューするか楽しみ」と評価した[9][2]。
- 歌を好み、高校時代に「NHKのど自慢」（NHK総合・ラジオ第1）に出場するほどの腕前。戦前の市丸、小唄勝太郎の芸者歌手から、美空ひばり、前川清、和田アキ子、中村美律子、松任谷由実、中島みゆき、矢野顕子、大貫妙子、米津玄師を愛する。ピアノの弾き語りも行う[1][2]。
- 小学2、3年時に『天才・たけしの元気が出るテレビ!!』（日本テレビ）1990年5月13日放送分の企画コーナーである「ちびっこ歌謡曲ツアー」に演歌好きな小学生として出演し、「別れても好きな人」を持ち歌にしてるシルヴィアに芝生の坂の下にいる本人に対してデュエットを申込みに坂の上から駆け下りる途中で転げ落ちて、爆笑をさらった経験がある[2]。「ちびっこ 篠原君」として同番組内の名物キャラクター扱いになり、番組終了迄当時の企画VTR繰返し流された[注 1][注 2]。そのため、放送業界人の中で印象に残ったと述懐する人間が多数存在する[注 3]。後年、篠原は中学生3年時に1996年10月6日放送分の『元気が出るテレビ』最終回に再度番組出演した。また、テレ東入社以後に制作局在籍時に演出補として担当していた「徳光&コロッケの“名曲の時間です”」にゲスト出演したシルヴィアと再会している。
- 前述の「ちびっこ 篠原君」の様子から小学生時代から歌唱するのは好きで、モノマネが特技で特に女性シンガーの曲を得意としており、松任谷由実と中島みゆきを持ちネタにしている。「徳光&コロッケの“名曲の時間です”」の演出補時代は「名曲の時間です」にゲスト出演している演歌歌手の所属事務所の忘年会に梯子で呼ばれ、歌唱を披露する位の実力がある。そのため、制作局チーフAD時代に担当していた『ゴッドタン』の2011年に催された新年会にて、番組レギュラー共演者であるおぎやはぎや劇団ひとりを差し置いてカラオケ大会にて優勝し[12]、芸人の側が一緒に歌唱したく無いと言わしめている。また、『ゴッドタン』の名物企画である「マジ歌選手権」の第1回企画で企画倒れの保険として出場した経験がある。
- 報道局異動前の制作局AD時代、2004年11月25日に行われた第161回 通常国会 憲法調査会公聴会にて、公述人として衆議院の委員会質問に立った経験がある[13][14]。
- 『ゴッドタン』放送開始当初、MCをクビにされそうになっていた同期の松丸友紀（報道キャスター志望の女子アナウンサー）を呼び出し「まるちゃん、ヤバイよ。このままだとクビになるよ。テレ朝の大木優紀さん、前田有紀さんの活躍を見た方がいい」と助言した。篠原の意見を境に新しい境地を見つけたと『佐久間宣行のNOBROCK TV』（2021年9月15日放送回）で話している[15][16]。
- 2023年12月31日、日本テレビ放送の『日本テレビ開局70年特別番組　笑って年越し！THE 笑晦日』に当時8歳だった篠原が「演歌が大好きな小学生」として紹介。ゲスト出演していた先輩の佐久間宣行は「彼、テレビ東京入社して、『ゴッドタン』を立ち上げた時のチーフADなんですよ。僕の部下でやっていて、その後報道局に行って、今首相官邸のキャップです。彼の解説はわかりやすい」と明かし、スタジオをどよめかした[17]。

## 政治観・制作観
- 大学時代は議員秘書のインターンを経験し、報道志望でテレビ東京に入社したものの配属先は制作局。「頭をかち割られるような思いでショックだった」をインタビューで話している。上司からは「使える人間はどこに行っても使える。君が報道に行って使える人間なら制作でも使える人間ということ」と激励をもらい気持ちを切り替えた。バラエティー番組で2,000人のホールで公開収録の前説を担当。そこで目の前の人を笑わせ、喜ばせながら話すコツをつかんだ。現在の政治解説にバラエティーの前説の経験が生きている[2]。
- 日経エンタテインメント!のインタビューで「YouTubeとテレビの作り方は意識的に変えている」と話す。「YouTubeでは内閣改造はいつ？というテレビや新聞の見出しのような切り口のものは再生数が伸びない。むしろ制度論から丁寧に解説したり、ニュースにならないような総理の発言をピックアップして伝える方がYouTubeに向いている」。またテレビ東京の潤沢でない取材体制がYouTube時代とあっているとも話す。その時その時のニュースバリューに基づいたネタ選びに頼らず、記者視点の題材を選ぶのが可能。また長尺でニュースを伝えると個の名前が立っていくのがテレ東流のSNS報道と考えている。今後は個性ある記者の先頭を走りながら、若手育成に勤しむ。
- 目標するジャーナリストは池上彰[2]。常に池上の言葉を大切にしている。池上に篠原は「テレビでできないことをネットでするという二枚舌ではなく、ネットで学んだことを地上波に持っていき、地上波の経験をネットに持っていきなさい」と直接アドバイスを受けた[18]。

## 出演

### テレビ
テレビ東京（報道局制作の報道番組）に関しては政治取材報告パート、VTRにて出演
- 天才・たけしの元気が出るテレビ!!（日本テレビ） - 小学校時代
- NHKのど自慢（NHK総合・ラジオ第1） - 高校時代
- ワールドビジネスサテライト（テレビ東京） - 2014年10月20日～24日[注 4]　※ディレクターも担当
- ニュースモーニングサテライト（テレビ東京）
- ゆうがたサテライト（テレビ東京）
- NEWS FINE（テレビ東京）
- NEWSアンサー（テレビ東京）
- 日曜ビッグバラエティ2016年東京都知事選挙『池上彰のニッポンの大問題都知事選スペシャル』（テレビ東京） - 2016年7月31日
- テレビ東京系選挙スペシャル「池上彰の参院選ライブ」（テレビ東京） - 2022年7月10日・スタジオ解説[20]
- 60秒で学べるNews（テレビ東京）　※レギュラー解説者
- ありえへん∞世界（テレビ東京）
- 日本テレビ開局70年特別番組　笑って年越し！THE 笑晦日（日本テレビ）- 小学校時代
- 有吉クイズ（テレビ朝日）- 小学校時代

### ラジオ
- 飯田浩司のOK! Cozy up!（ニッポン放送） - 2020年10月27日、2021年1月26日[21]

### インターネット動画配信
- テレ東NEWS（YouTubeチャンネル） - 政治部独自で取材報告や政治家をゲストに招いたインタビュー動画等
- テレ東BIZ（テレビ東京ビジネスオンデマンド）  ※ レギュラー出演

### 雑誌
- 日経エンタテインメント!（日経BP）[22] - 独自動画で登録者数を伸ばすテレ東BIZ・代表インタビュー

## 担当番組（制作局時代）
- シブスタ（演出補）[2]
- 徳光&コロッケの“名曲の時間です”（演出補） - 2005年4月4日 - 2006年9月30日
- ゴッドタン（チーフAD） - 2007年1月5日 - 2011年3月